# Syndesmophyte

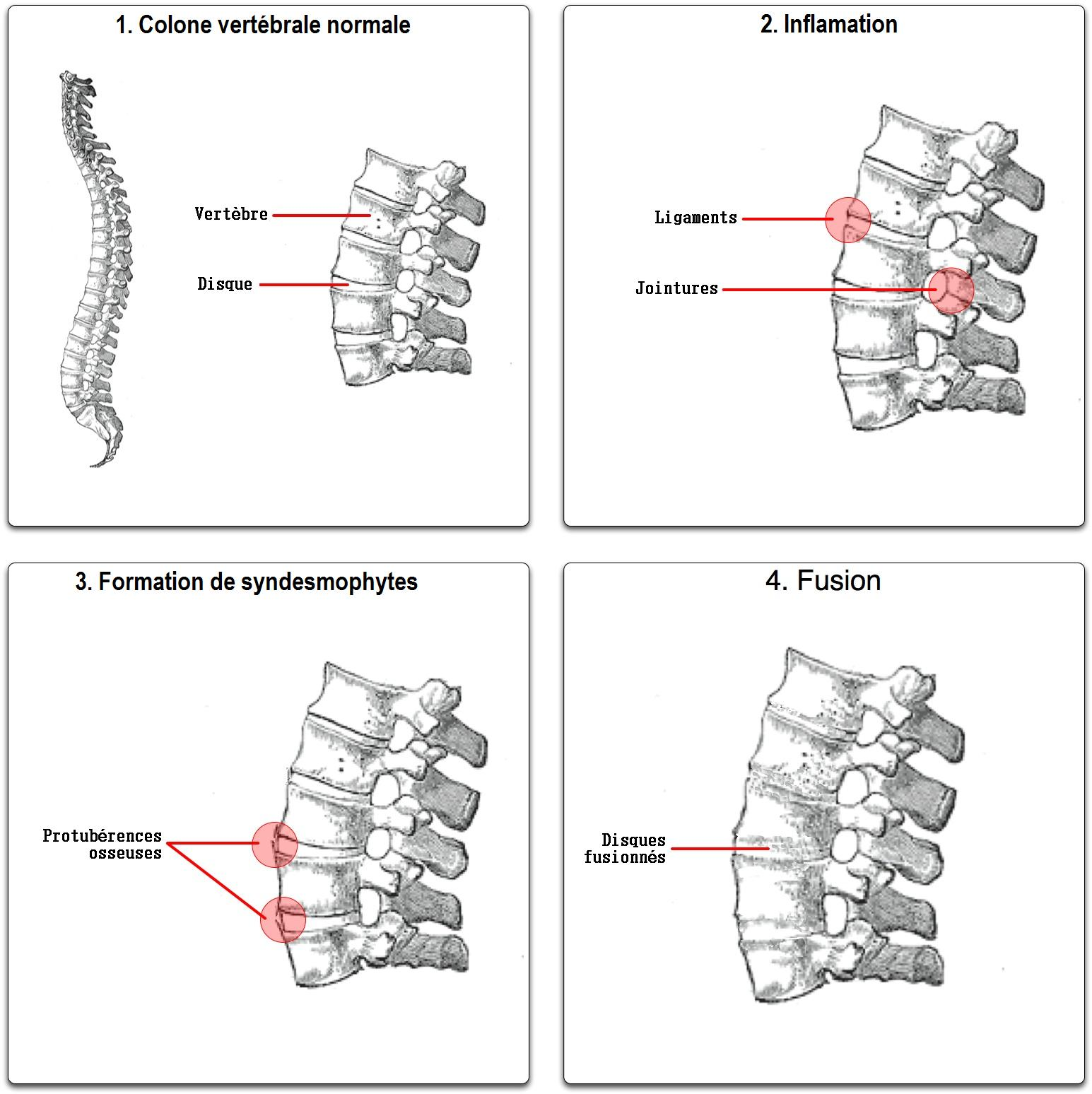
Évolution de la Spondylarthrite ankylosante

Le syndesmophyte est une ossification progressive et pathologique qui se forme entre deux vertèbres voisines et les soude entre elles.
La cause potentielle peut être un rhumatisme inflammatoire, la spondylarthrite ankylosante. Lorsque les syndesmophytes sont développés à différents étages, la colonne prend un aspect de bambou. Une pathologie telle que la maladie de Scheuermann comprend des syndesmophytes antérieurs.